# 三陸鉄道36-100形気動車
三陸鉄道36-100形気動車（さんりくてつどうさんりく100がたきどうしゃ）は、1984年（昭和59年）に登場した三陸鉄道の普通列車用気動車である。
本稿では同形の36-200形気動車ならびにこれらの改造車である36-1100形気動車・36-1200形気動車・36-2100形気動車についても記述する。

## 概要
1984年の三陸鉄道（南リアス線・北リアス線）開業時に導入された車両であり、1983年11月から1984年1月にかけて、36-100形と36-200形計16両が富士重工業および新潟鐵工所で新製され、翌1985年に3両が増備された。
形式名称の「36」は、「さんりく」の語呂合わせであり、ローカル色のイメージ払拭のため、「キハ」の記号は使われていない。
後続の第三セクター鉄道各社が低コストなレールバスタイプの軽快気動車を多く導入したのに対し、36-100形グループは全長以外の規格・接客設備等が日本国有鉄道（国鉄）形気動車に近い規格で製造された（国鉄の中古車購入も含めて検討された。レールバスはポイント通過速度が低いなどから除外）。機器類は直前の1983年に国鉄が試作していたキハ37形のものを基本としていた。

## 車両概説
本節では36-100形登場時の仕様について記述する。

### 車体
長さ18,000 mm、幅2,800 mm、高さ3,721 mmの両運転台車体で、前面は貫通扉の左右にやや傾斜を持たせており、ホロを格納した時にホロが目立たない構造となっている。中央上部には大型の行先表示器が設置されている。
側扉は850 mm幅のステップ付き片引き戸が片側2か所、乗務員室の後方に設けられている。
車体の色は、アイボリー地に赤色で「三陸」の「三」を3本線で表し、アクセントカラーを青として、白（誠実）・赤（情熱）・青（海）の配色がなされている。

### 車内

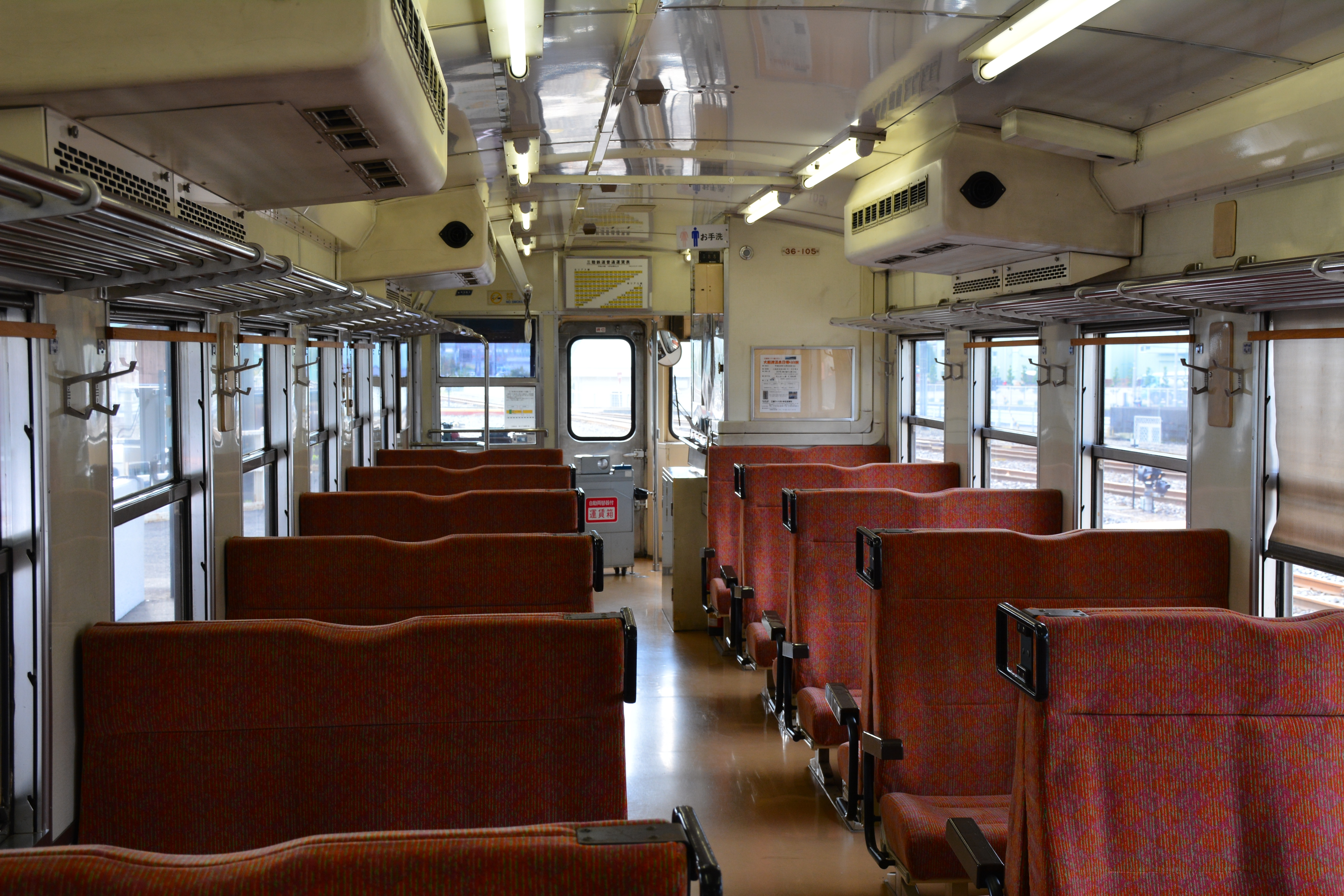
36-105の車内（2016年10月）

座席はセミクロスシートとなっているが、円滑な乗降を図るため、クロスシート部とロングシート部は千鳥配置となっている。クロスシートのシートピッチは国鉄一般形の1,470 mmより拡大した1,520 mmで、ロングシート部と合わせて座面を低く、奥行きを深くしている。定員は114名（座席57名）である。
側窓及び床構造には防音対策が施されている。側窓は上下窓間にゴム製リップを取り付けた気密性の高いユニット式上段固定下段上昇窓を採用している。床面はキーストンプレート、床中はグラスウールを用いた防音断熱二重構造である。
トイレは循環汚物処理装置付き（FRPユニット構造）を装備している。
乗務員室の機器配置は国鉄一般形気動車に準じている。

### ワンマン運転対応機器

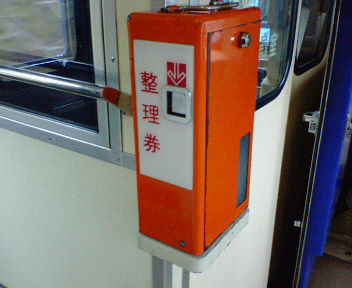
整理券発行機（写真は36-1100形のもの）

ワンマン運転に対応しており、前降り前乗り方式であるためワンマン運転時には後部扉が締め切られる。。主要なワンマン運転対応機器は以下の通りである。
- マイコン制御式自動両替機付き運賃箱
- 整理券発行機
- マイク付きオートガイド
- ルームミラー
- 前面及び側面のワンマン表示器

その他、ワンマン運転時の安全対策として以下の機器が設置されている。
- 足踏み式デッドマン装置
- 乗客用非常通報・非常制動用押しボタン

### 走行機器
走行機器類は信頼性の向上と省力化のため、国鉄キハ37形気動車で採用されたものをベースとしている。機関には垂直シリンダ式の新潟鐵工所6L13AS形ディーゼルエンジン（キハ37形で採用された国鉄DMF13S形と同系統）、変速機にはDB115形を採用した。
台車は国鉄気動車用DT22・TR51形と同型で1軸駆動のNP116D・NP116T形を装備していた。
制動装置には凍結防止用電気ヒーター付きDA1A自動空気ブレーキを採用した他、直通予備ブレーキ、手ブレーキも設けられている。
制御回路は国鉄一般形気動車と準じたものを使用しており、併結運転も可能である。

## 形式別概説

### 36-100形
36-101 - 36-110の10両が製造された。
南リアス線所属の105は、2011年（平成23年）3月11日の東北地方太平洋沖地震（東日本大震災）の発生時に吉浜 - 唐丹間の鍬台トンネル内に緊急停車し、津波による被害を免れた。警報を受信して緊急停車しなければトンネル出口側で発生した落橋によって乗務員・乗客もろとも転落するところであった。その後、湿度が高いトンネル内での長期留置で車両の腐蝕が懸念されたため、線路修復が行われ同年6月24日に吉浜駅へ自力回送され、盛方の復旧まで留置されていた。この時、一切の車両・人的被害も出さなかったため、「奇跡の車両」と呼称される事もある。南リアス線の運行再開後は36-700形とともに運用されている。

### 36-200形

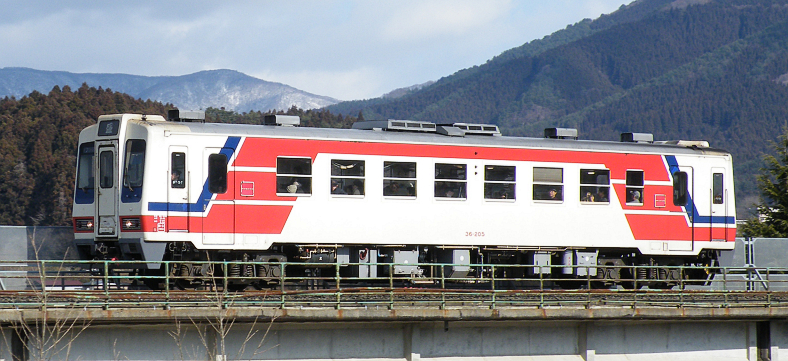
36-200形

36-201 - 36-209の9両が製造された。基本的には36-100形と同じ構造となっているが、車内に飲料水の自動販売機が設置されている。このため、自重が36-100形の31 .1tから31.4 tに増加しており、座席定員も4名減少している。また、このうち1985年に増備された3両には運転台付近にテレビデオが設置されている。

### 36-1100形

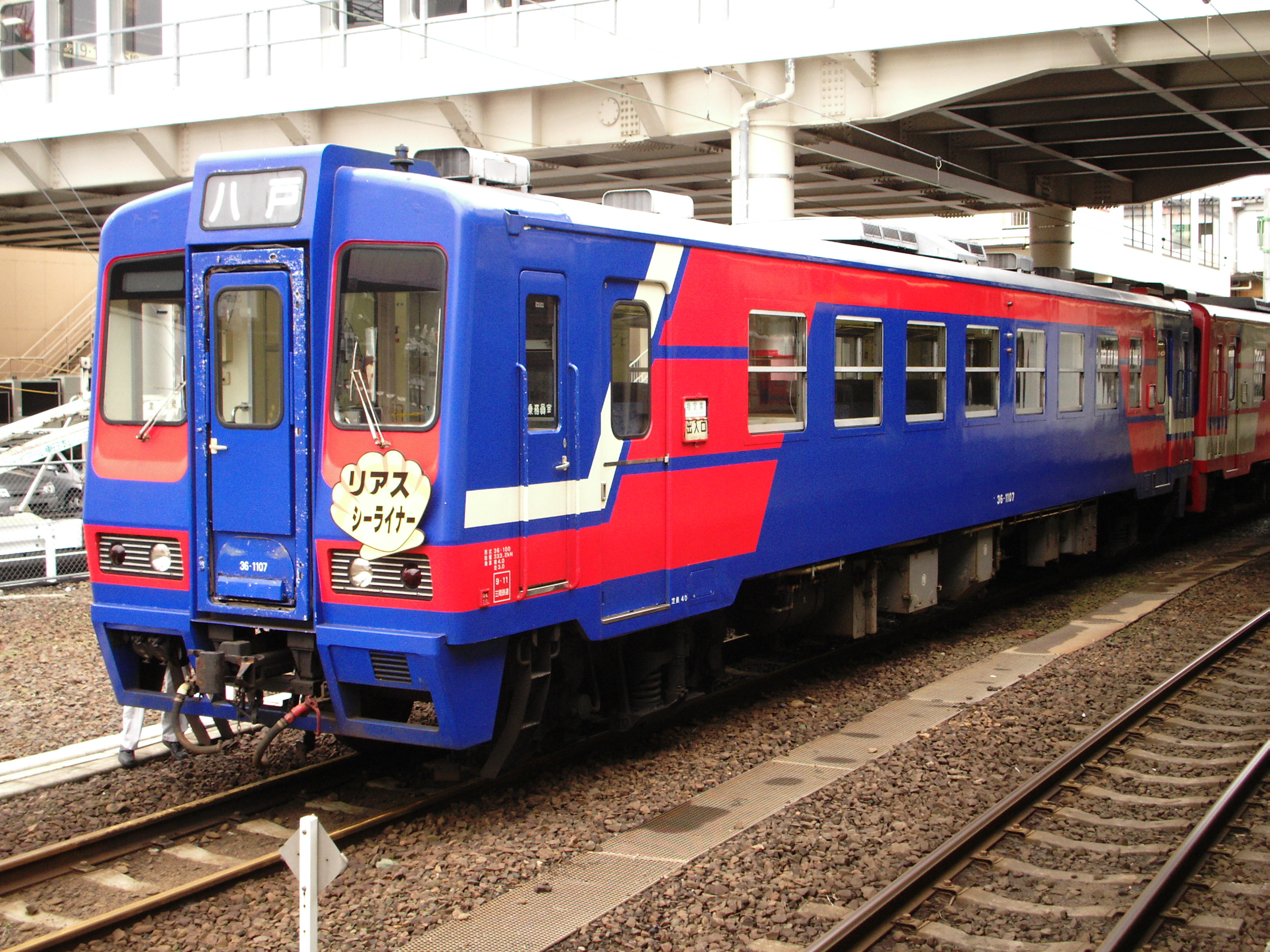
36-1100形

36-1200形の登場後、2001年から2002年に36-100形の車内を改造した車両で、座席は全てフリーストップの2人掛けリクライニングシート（JR485系の譲渡品）となっている。テレビビデオが設置されているほか、車椅子用のスペースが1台分設けられ、「リアス・シーライナー」運転時は、36-1200形とともに同列車に充当された。
3両が改造され、番号は原番号+1000番の36-1103（通常塗装）・36-1106（青色塗装）・36-1107（青色塗装）となった。青色塗装の車両は、今までアイボリー地の部分が青色へ、青色の線の部分が白色へ変更されている。36-1106は後述のように青色塗装のまま廃車。36-1107は下記「てをつな号」ラッピングを経て、通常塗装に戻っていた。
36-1106は2009年4月より使用停止（廃車）となり、残る36-1103、36-1107も2013年度に廃車された。

### 36-1200形

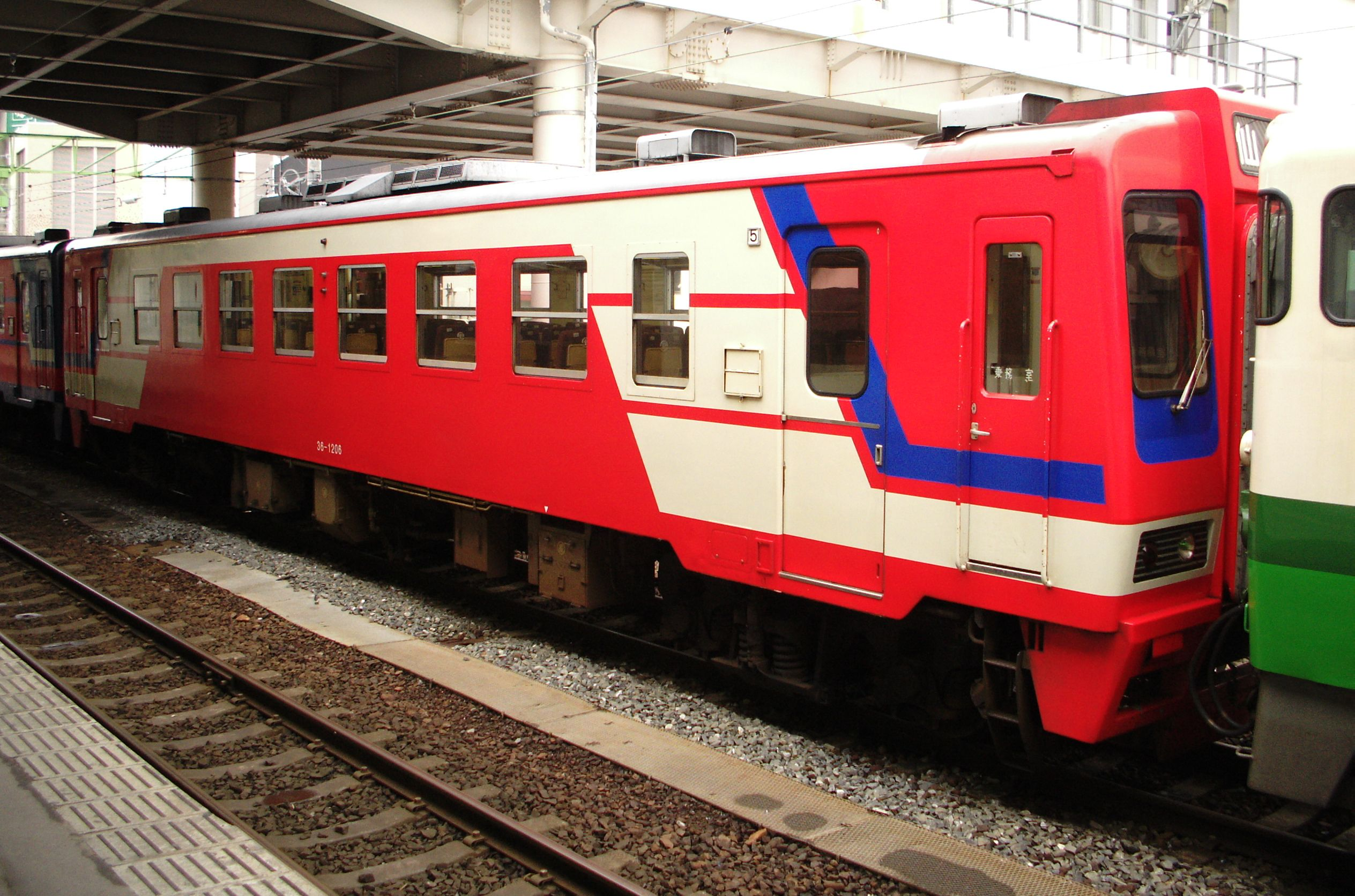
36-1200形

2000年と翌2001年に、36-200形の車内を改造した車両で、座席は全てフリーストップの2人掛けリクライニングシートとなっている。2両が改造され、番号は原番号+1000番の36-1201・36-1206となった。外観塗装は、今までアイボリー地の部分が赤色へ、赤色の線の部分が白色へ変更されている。「リアス・シーライナー」運転時はこの車両が充当されていた。
2両とも2009年4月より使用停止（廃車）となり、上記の36-1106とともに、8月26日から29日にかけてミャンマーに送られた。ミャンマーでは、他の日本の第三セクター鉄道から輸出された車両より豪華なリクライニングシート装備の内装を生かし、ミャンマー国鉄幹部の巡回視察用として使われている。

### 36-2100形

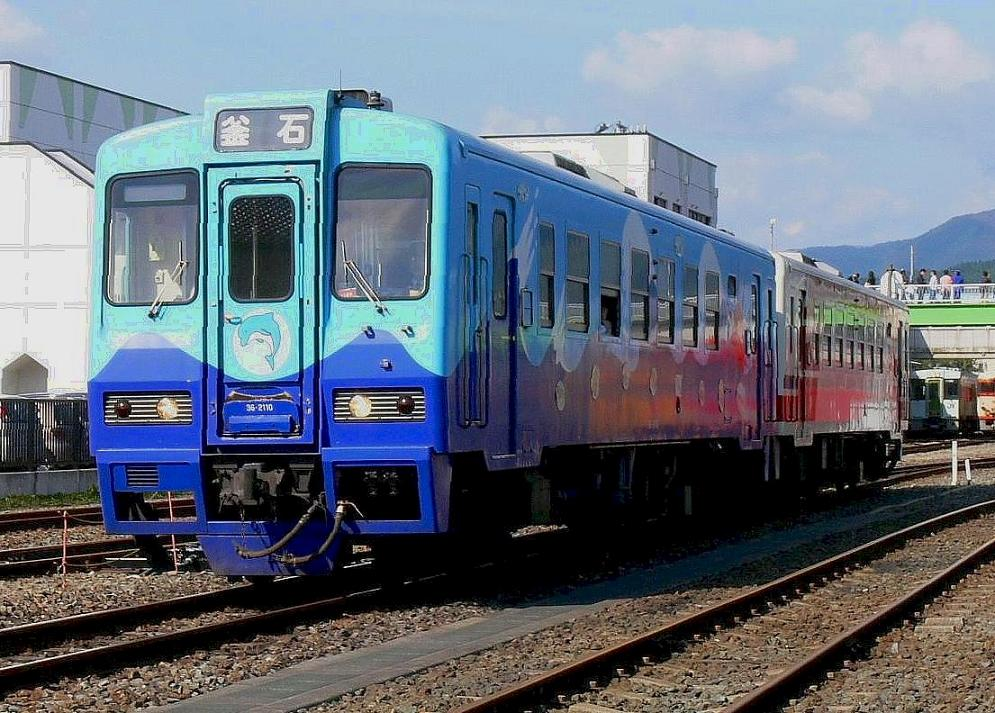
36-2100形（さんりくしおかぜ）

36-100形の車内を改造して2002年に登場した車両で、「さんりく・しおかぜ」の愛称が付けられている。36-110の1両のみ改造され、番号は原番号+2000番の36-2110となった。室内は、掘り炬燵タイプと全面畳敷タイプに転換でき、掘り炬燵タイプでは中央をはさんで両側に4人掛けのテーブルがつく。冬の間「こたつ列車」として北リアス線の土曜日・休日に運転される定期列車1往復にはこの車両が連結されている。貸切もでき、予約すれば特別料理を堪能することができる。
2013年度の例として、お座敷列車は4月27日 - 29日、5月3日 - 6日、久慈 - 田野畑間で1日1往復運行後、6月1日 - 9月23日の土休日（10月14日まで延長。NHKあまちゃん経済効果を参照）、7月27日 - 8月11日の毎日「お座敷列車北三陸号」として運転。こたつ列車として12月1日 - 2014年3月30日の土休日、1月1日 - 1月5日の毎日運転された。
なお、2014年度からはお座敷列車として新型車両36-Z1形が運行を開始したことにより、「お座敷列車北三陸号」・「こたつ列車」から退き、団体貸切や企画列車「しおさいのメモリーズ号」として運転。旧お座敷列車と案内されている。2016年3月に引退し、新潟トランシスへ輸送された。

## 機器の改造
製造当初は非冷房であったが、1995年から1999年にかけて冷房が設置された。冷房設置によりエンジンの出力が不足するようになったので、従前の6L13AS形(250PS)からDMF13HZ形(300PS)に換装されている。なお、DMF13HZ形エンジンの定格出力は330PSであるが、動力台車が1軸駆動であるため加速時の空転を防ぐために300PSに出力を抑制して使用している。
さらに、車齢が25年に達し老朽化が見られるようになったので、2008年度から保安度向上を含んだリニューアル工事が開始されている。主な内容としては自動列車停止装置（ATS）の変更（ATS-SN形→ATS-PS形）、保安ブレーキの二重系化、コイルばね台車(NP116D、NP116T)から空気ばねボルスタレス台車(NF01GD、NF01GT)への交換である。台車の交換により応答性の良いユニットブレーキ化がされ、動力台車が2軸駆動となったのでエンジンの出力が本来の定格出力である330PSに引き上げられた。

## ラッピング車両

### てをつな号
合田経郎が提唱し、様々なキャラクターが手をつないだ「てをつなごう だいさくせん」が子供にも好評であることから、36-102と36-1107に特別ラッピングを施して2012年4月から1年間運行された。

### キット、ずっと号

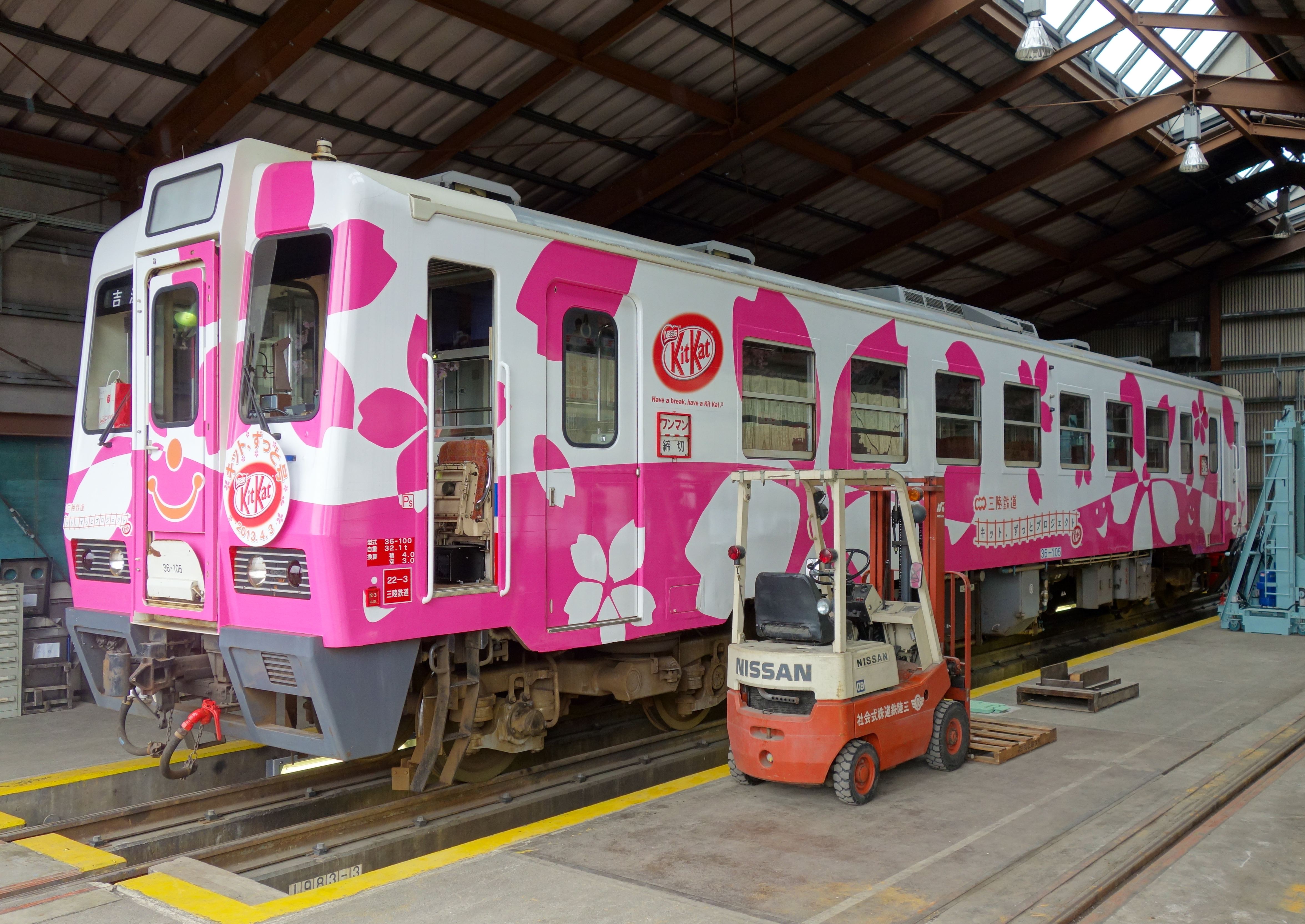
36-105 「キット、ずっと2号」
（奇跡の車両）

ネスレ日本が中心となり三陸鉄道を応援する「キット、ずっとプロジェクト」により、2012年3月から2013年6月まで、36-101に桜のラッピングを施し、「キット、ずっと号」として運行していた。同車のラッピング終了後は、2013年4月より前述する36-105に類似のラッピングを施し、「キット、ずっと2号」として運行。2号は、2014年6月22日にラストランと参加者募集のもとラッピング剥がしが催された。
2013年12月24日から北リアス線宮古―小本間で「キット、ずっと 3号」が運転開始した。こちらはもともとの塗装を生かしたラッピングである。

## 廃車
1994年（平成6年）に強風による転覆事故で2両（108、204）が廃車され、2009年（平成21年）3月のダイヤ改正で余剰となった3両（1106、1201、1206）が使用停止（廃車）となったのを除くと、同年時点で14両が稼働していた（101、102、104、105、109、202、203、205、207、208、209、1103、1107、2110）。
2011年（平成23年）3月11日に発生した東北地方太平洋沖地震（東日本大震災）による津波では、南リアス線所属の4両のうち3両（104、203、205）が盛駅の車両基地で冠水して使用不能となった。同年10月5日より「ふれあい待合室」として車内でイベントなどを行っていた（特に104はカラオケ装置搭載車であったためこれも活用された）が、車両の修理に多額の費用が必要なことから2012年（平成24年）11月をもって閉鎖され、3両とも同年11月14日より順次解体された。代替としてクウェート政府の援助により、36-700形が同数導入されている。
2013年（平成25年）度は2両（1103、1107）が廃車され、2015年（平成27年）3月にミャンマーへ譲渡された。2015年（平成27年）度末に1両（2110）が引退している。

## その他
2013年度前期（4月 - 9月）放送のNHK連続テレビ小説『あまちゃん』で、北リアス線をモデルとした「北三陸鉄道リアス線」の車両として、主に207・208の2両が撮影に使われ、そのままの姿でオープニングテーマや劇中に登場する。劇中では久慈駅をモデルとした「北三陸」、田野畑駅をモデルとした「畑野」の行先が表示されることがある。最終話など、一部の放送回で、36-2100形が撮影に使われている。また、劇中では100形の塗色を模した軽ワンボックス車が北三陸鉄道の社用車として登場する。